# 山本清治 (政治家)
山本 清治（やまもと せいじ、1931年〈昭和6年〉1月1日 - 2013年〈平成25年〉6月28日）は、日本の政治家。広島県三原市長（2期）。位階は正六位。

## 来歴
広島県出身。広島県立忠海高等学校卒業。三原市役所に入り、助役などを務める。1993年三原市長選挙に立候補し、無投票で当選する。1997年に再選。市長は2001年まで務めた。

## 栄典
- 2002年 - 勲五等双光旭日章[1]
- 死没日付をもって正六位に叙された[4]